# Party Rock
"Party Rock" – debiutancki album studyjny amerykańskiego zespołu LMFAO wydany 7 lipca 2009 roku. Pierwszym singlem promującym album został utwór "I'm in Miami Bitch". Album został nominowany do nagrody Grammy w kategorii najlepszy album Electronic/Dance.

## Spis utworów
| #   | Tytuł                       | Długość |
| --- | --------------------------- | ------- |
| 1.  | "Rock the Beat"             | 0:54    |
| 2.  | "I'm in Miami Bitch"        | 3:47    |
| 3.  | "Get Crazy"                 | 3:45    |
| 4.  | "Lil' Hipster Girl"         | 3:22    |
| 5.  | "La La La"                  | 3:30    |
| 6.  | "What Happens at the Party" | 5:55    |
| 7.  | "Leaving U 4 the Groove"    | 3:32    |
| 8.  | "I Don't Wanna Be"          | 3:38    |
| 9.  | "Shots" (feat. Lil Jon)     | 3:42    |
| 10. | "Bounce"                    | 4:03    |
| 11. | "I Shake, I Move"           | 3:04    |
| 12. | "I Am Not a Whore"          | 3:15    |
| 13. | "Yes"                       | 3:03    |
| 14. | "Scream My Name"            | 4:16    |

## Pozycje na listach
| Lista             | Najwyższa pozycja | Sprzedaż |
| ----------------- | ----------------- | -------- |
| U.S Billboard 200 | 33                | 500,000  |